# Ryan Newman (színművész)
Ryan Whitney Newman (Manhattan Beach, Kalifornia, 1998. április 24. –) Young Artist Award díjas amerikai színésznő, modell.
Legismertebb alakítása Ginger Falcone 2009 és 2012 között futott Zeke és Luther című sorozatban, emellett A Thunderman család című sorozatban is szerepelt.

## Élete

### Származása, tanulmányai
Newman 1998. április 24-én született a kaliforniai Manhattan Beach-en. A Kaliforniai Egyetem diplomázott 2019-ben pszichológia szakon.

### Színészi pályafutása
Newman első szerepe a 2006-os Rém rom cimű filmben volt. Szerepelt a Disney Channel Hannah Montana című sorozatában,  mint a fiatal Miley. Főszereplő volt a Zeke és Luther című sorozatban. 2010-ben elnyerte a legjobb színésznő egy tévésorozatban járó díjat a Young Artist Awardon.
Szerepelt a See Dad Run című sorozatban. 2014. július végén Kambodzsába utazott a Heifer International támogatásával. 2015-ben szerepelt a Sharknado 3. – A végső harapás című filmben.

## Filmszerepei

### Filmek
| Év       | Magyar cím                     | Eredeti cím                         | Szerep                   | Magyar hang    |
| -------- | ------------------------------ | ----------------------------------- | ------------------------ | -------------- |
| 2018     |                                | The Last Sharknado: It's About Time | Claudia Shepard          |                |
| 20201608 |                                | Sharknado: The 4th Awakens          | Claudia Shepard          |                |
| 2016     |                                | Bad Sister                          | Zoe Brady                |                |
| 20201608 |                                | The Thinning                        | Sarah Foster             |                |
| 2015     | Sharknado 3. – A végső harapás | Sharknado 3: Oh Hell No!            | Claudia Shepard          | Lamboni Anna   |
| 2015     |                                | AthenaGirls                         | Marcie                   |                |
| 2012     |                                | The Call                            | Becky                    |                |
| 2008     | Alulképző                      | Lower Learning                      | Carlotta                 |                |
| 2006     | Szupersuli                     | Zoom                                | Cindy Collins / Hercegnő | Ungvári Zsófia |
| 2006     | Rém rom                        | Monster House                       | Eliza (hang)             | Ungvári Zsófia |

### Televíziós szerepek
| Év        | Magyar cím           | Eredeti cím       | Szerep                 | Megjegyzések                                                                  |
| --------- | -------------------- | ----------------- | ---------------------- | ----------------------------------------------------------------------------- |
| 2018      |                      | Paradise Run      | önmaga                 | 1 epizód: Thundermans in Paradise                                             |
| 2015–2017 | A Thunderman család  | The Thundermans   | Allison                | mellékszereplő magyar hangja Kántor Kitty (1. hang) Tamási Nikolett (2. hang) |
| 2013      | Big Time Rush        | Big Time Rush     | önmaga                 | 1 epizód: A nagy díjátadó                                                     |
| 2012–2015 |                      | See Dad Run       | Emily Hobbs            | főszereplő                                                                    |
| 2010      | Sok sikert, Charlie! | Good Luck Charlie | Kit                    | 1 epizód: Cakli Pakli                                                         |
| 2009–2012 | Zeke és Luther       | Zeke & Luther     | Ginger Falcone         | főszereplő magyar hangja Talmács Márta                                        |
| 2007      | Hannah Montana       | Hannah Montana    | Miley Stewart fiatalon | 2 epizód                                                                      |